# Ngoumou (commune)
Pour les articles homonymes, voir Ngoumou.
Ngoumou est une commune du Cameroun située dans la région du Centre et chef-lieu du département de la Méfou-et-Akono.

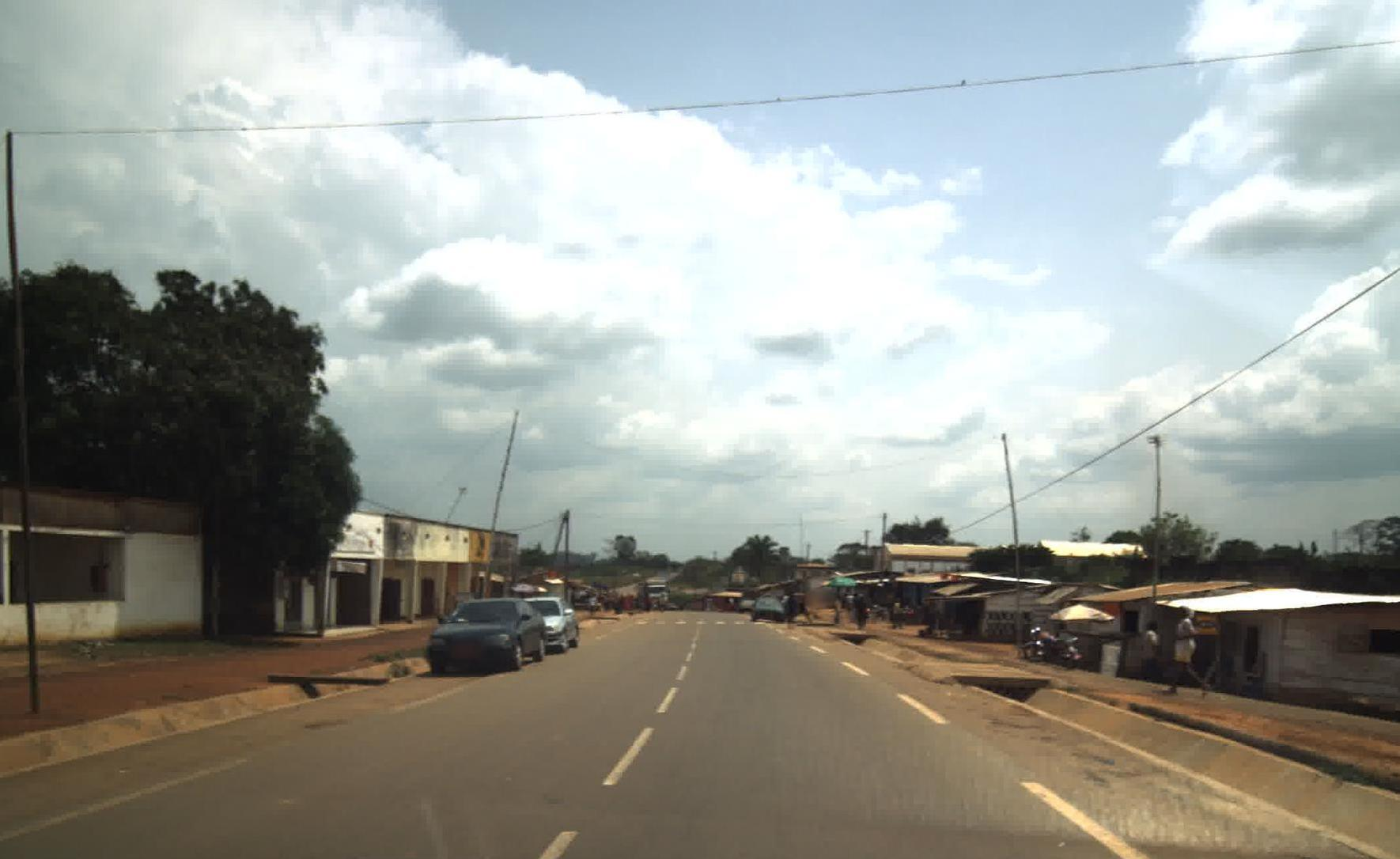
Vue de l'autoroute P8 à Ngoumou

## Population
Lors du recensement de 2005, la commune comptait 13 923 habitants, dont 5 240 pour la ville de Ngoumou.

## Organisation
La commune de Ngoumou est divisée en six groupements :
- groupement Nkongzok ;
- groupement Otélé ;
- groupement Etenga ;
- groupement Mvog Tsoungui Mbala ;
- groupement Nkong Abok ;
- groupement Nkong Meyos.

Outre Ngoumou et ses quartiers, la commune comprend les villages suivants :
- Abang II
- Bibanda
- Koli
- Mbalelon I
- Mbayengue II
- Melen
- Messok II
- Ngon
- Nkoa Akom
- Nkokngambida
- Nkolbibanda
- Nkolebembissié
- Nkoleman
- Nkolemomodo
- Nkoleyen
- Nkolmelen
- Nkolmessi
- Nkolngok III
- Nkong-Abok I
- Nkong-Abok II
- Nkong Meyos I
- Nkong Meyos II
- Nkong Meyos III
- Nkongbibega I
- Nkongzok II
- Obokoé II
- Offoumou-Nselek I
- Offoumou-Nselek II
- Otélé
- Ottotomo
- Ovangoul I
- Ozom
- Sibekon
- Yegue
- Yéné-Yena
- Zoayambi